# Mormyrops sirenoides
Mormyrops sirenoides es una especie de pez elefante eléctrico perteneciente al género Mormyrops en la familia Mormyridae presente en varias cuencas hidrográficas de África, entre ellas el Pool Malebo y la cuenca central y baja del río Congo, no incluyendo por cierto a los ríos Sangha, Kwango y Kasai. Es nativa de la República Democrática del Congo; y puede alcanzar un tamaño aproximado de 63,0 cm.

## Estado de conservación
Respecto al estado de conservación, se puede indicar que de acuerdo a la IUCN, esta especie puede catalogarse en la categoría «Preocupación menor (LC)».